# Plagiosphaera immersa
Plagiosphaera immersa är en svampart som först beskrevs av Trail, och fick sitt nu gällande namn av Franz Petrak 1960. Plagiosphaera immersa ingår i släktet Plagiosphaera, klassen Sordariomycetes, divisionen sporsäcksvampar och riket svampar.  Arten är reproducerande i Sverige. Inga underarter finns listade i Catalogue of Life.